# Pseudoparlatoria
Pseudoparlatoria är ett släkte av insekter. Pseudoparlatoria ingår i familjen pansarsköldlöss.

## Dottertaxa tillPseudoparlatoria, i alfabetisk ordning[1]
- Pseudoparlatoria argentata
- Pseudoparlatoria browni
- Pseudoparlatoria campinensis
- Pseudoparlatoria carolilehmanni
- Pseudoparlatoria caucae
- Pseudoparlatoria chilina
- Pseudoparlatoria circularis
- Pseudoparlatoria constricta
- Pseudoparlatoria cristata
- Pseudoparlatoria elongata
- Pseudoparlatoria fusca
- Pseudoparlatoria fusiformis
- Pseudoparlatoria gomescostai
- Pseudoparlatoria lentigo
- Pseudoparlatoria maculata
- Pseudoparlatoria memorabilis
- Pseudoparlatoria multipunctata
- Pseudoparlatoria noacki
- Pseudoparlatoria occultata
- Pseudoparlatoria ostreata
- Pseudoparlatoria parlatorioides
- Pseudoparlatoria perparvula
- Pseudoparlatoria petasata
- Pseudoparlatoria pisai
- Pseudoparlatoria punctata
- Pseudoparlatoria rossettae
- Pseudoparlatoria serrulata
- Pseudoparlatoria subcircularis
- Pseudoparlatoria tillandsiae
- Pseudoparlatoria triangularis
- Pseudoparlatoria trimaculata
- Pseudoparlatoria turgida